# Oulujoen suisto
Oulujoen suisto este o arie protejată (arie specială de conservare — SAC, sit de importanță comunitară — SCI) din Finlanda întinsă pe o suprafață de 44,7 ha, integral pe uscat.

## Localizare
Centrul sitului Oulujoen suisto este situat la coordonatele 65°00′47″N 25°25′52″E / 65.0131°N 25.4311°E.

## Înființare
Situl Oulujoen suisto a fost declarat sit de importanță comunitară în mai 2002 pentru a proteja 1 specie de plante. Situl a fost protejat și ca arie specială de conservare în aprilie 2015.

## Biodiversitate
Situată în ecoregiunea boreală, aria protejată conține 5 habitate naturale: Estuare, Pajiști aluvionare boreale nordice, Păduri caducifoliate de mlaștină fino-scandinave, Păduri aluvionare cu Alnus glutinosa și Fraxinus excelsior (Alno-Padion, Alnion incanae, Salicion albae), Păduri naturale în etape succesive primare ale suprafețelor emergente de coastă.
La baza desemnării sitului se află o specie protejată de  plante: Persicaria foliosa.
Pe lângă speciile protejate, pe teritoriul sitului au mai fost identificate 1 specie de plante, 8 specii de păsări.